# Palác SANU
Palác SANU (srbsky v cyrilici Палата САНУ, v latince Palata SANU) je sídlem Srbské akademie věd a umění. Ornamentální palác se nachází na Knez Mihailově ulici, v centru metropole Bělehradu.
V současné době je palác kulturní památkou. Vybudován byl podle projektu z roku 1912 a vzhledem k neustálým válkám na začátku 20. století byl dokončen až roku 1924. Architekty projektu byli Andre Stevanović a Dragutin Đorđević. Palác v monumentálním stylu kombinuje prvky eklektismu a secese. Stavební práce byly zadány české kanceláři architekta Matěje Blechy, probíhaly však pouhý první rok, před vypuknutím první světové války. 